# Mahamat Ahmat Alhabo
Mahamat-Ahmad Alhabo, né le 25 octobre 1953 à Abéché, est un homme politique et universitaire tchadien. Après la conférence nationale souveraine de 1993, il a occupé plusieurs postes au sein du gouvernement tchadien. Il est le candidat du parti pour les libertés et le développement (PLD) à l'lélection présidentielle de 2016 face au président sortant Idriss Déby Itno. Alhabo est nommé secrétaire général de la présidence en décembre 2023.

## Biographie

### Formation
Mahamat-Ahmad Alhabo est titulaire d'un Doctorat (PhD) en Mathématiques, obtenu à l’Université Lomonosov de Moscou, en 1984.

### Parcours
Mahamat Ahmat Alhabo est mathématicien de formation et un universitaire avec une carrière prospère dans l'enseignement dont chargé de cours à l’université Marien Ngouabi de Brazzaville, maitre-assistant à l’université Abdou Moumouni du Niger et maitre de conférences et enseignant-chercheur a l'université de N'Djamena, faculté des Sciences, département des mathématiques et département d'informatique.
Aussi homme politique, il est membre fondateur du PLD (Parti pour les Libertés et le Développement) du professeur Ibni Oumar Mahamat Saleh. Durant les premières décennies du régime MPS, Mahamat Ahmat Alhabo occupe des hautes fonctions de l'État :
- Ministre de la Communication
- Ministre de l'Éducation nationale
- Ministre de la Santé
- Ministre de la Justice
- Ministre des Finances
- Ambassadeur extraordinaire et plénipotentiaire du Tchad auprès de la République française

De 2009 à 2013, il occupe le poste de chargé de l'Antenne programme du bureau de l'UNESCO à Bangui.
En novembre 2018 à l'issue du 4e congrès ordinaire du PLD, il devient officiellement son secrétaire général.
En mai 2021, Mahamat Ahmat Alhabo est nommé ministre de la Justice au sein du gouvernement de transition.
En décembre 2023, il devient secrétaire général de la présidence avec le rang de ministre d'État. Il remplace Gali Ngothé Gatta.

## Distinctions
- Officier de l'ordre National du Mérite du Tchad
- Chevalier de l'ordre National du Mérite du Tchad
- Médaille et Certificat du prix "Tabac ou Santé" de l'Organisation Mondiale de la Santé (O.M.S.)
- Ordre International des Palmes Académiques du CAMES[8]